# 李哲光
李哲光（1983年—）為台灣導演、電影導演、電視導演、廣告導演、作家，高雄人。

## 生平
李哲光（Lee Jer-Guang），西元1983年出生，籍貫高雄，台灣新生代導演。畢業於崑山科技大學視訊傳播設計系暨媒體藝術研究所，學生時期曾獲行政院新聞局九十八年度電影短片輔導金拍攝《yaya'》（泰雅族語，意為母親）電影短片，擔任導演、編劇職位。同年以劇本《面交男》獲得公共電視台九十九年度人生劇展短片資金補助拍攝，也擔任電視廣告導演與編劇。著名電視廣告作品為統一企業2011年「茶裏王」《跟著茶裏王去旅行》系列電視廣告。並於2012年以電影短片《yaya'》 獲得「第34屆獎勵優良影像創作金穗獎」學生組 最佳導演及最佳影片雙料大獎的肯定,為該屆金穗獎學生組最大贏家,同年電視作品《面交男》也入圍了「第34屆獎勵優良影像創作金穗獎」學生組,兩部影片故事節奏與影片調性反差很大的作品同時入圍「第34屆獎勵優良影像創作金穗獎」並受到評審團的肯定,難得在同一屆金穗獎由同一位導演的兩部作品,題材迥異與極大調性反差的影片同時入圍金穗獎。
自2011年為統一企業拍攝「茶裏王」《跟著茶裏王去旅行》系列電視廣告後，因影像風格調性的多樣性，並維持一貫電影質感畫面的呈現，跨足商業電視廣告、電視戲劇、與商業微電影領域間的創作。並於2017年，以電影劇本《七日目的奇跡》，入圍由文化部影視及流行音樂產業局主辦的105年優良電影劇本獎。

## 電視廣告作品
- 《2011 統一企業 茶裏王-阿里山烏龍茶》60秒版本 （页面存档备份，存于）
- 《2011 統一企業 茶裏王-日式無糖綠茶》60秒版本 （页面存档备份，存于）
- 《2011 統一企業 茶裏王-白毫烏龍茶》60秒版本
- 《2013 統一企業 茶裏王-青心烏龍茶》60秒版本 （页面存档备份，存于）
- 《2013 統一企業 茶裏王 975ml 重量瓶TVC廣告 安打篇》10秒版本 （页面存档备份，存于）
- 《2013 統一企業 茶裏王 975ml 重量瓶TVC廣告 加油篇》
- 《2014 統一企業 茶裏王 濃韻日式綠茶-日本篇》完整版 （页面存档备份，存于）
- 《2014 WUSH 瑞旭科技 JVC 重現光影 ‧ 記憶感動 TVCF 回憶篇》30秒版本 （页面存档备份，存于）
- 《2014 WUSH 瑞旭科技 JVC 重現光影 ‧ 記憶感動 TVCF 回家篇》30秒版本
- 《2014 WUSH 瑞旭科技 JVC 重現光影 ‧ 記憶感動 TVCF 回歸篇》30秒版本 （页面存档备份，存于）
- 《2015 維力 一度贊 TVCF 幸福篇》
- 《2015 HTC Desire 728 dual sim 》
- 《2016 微軟Office 365 彼端的密語 篇 微電影
- 《2016 微軟Office 365 進擊的救援 篇 微電影
- 《2016 微軟Office 365 新進的逆襲 篇 微電影
- 《2017 德國 BOSCH 博世家電 幸福時刻 有Bosch真好》
- 《2017 中華電信 大4G 行動1+1，種花龍捲風》

## 電影作品
- 2011  行政院新聞局九十八年電影短片輔導金《yaya'》導演、編劇

```
          演員：
依拜維吉
、林挺峰、
凱爾
```

## 電視劇作品
- 2011 公共電視人生劇展《面交男》 導演、編劇

```
          演員：
浩角翔起
、
陳竹昇
、
呂曼茵
、
應蔚民
、
龍天翔
、
金美滿
```

- 2014 公共電視人生劇展《我的意外假期》 導演、編劇

```
         演員：
吳佳珊
、
施沐典
、
郭耀仁
、
張靜之
、
高允漢
、
元六
、
金美滿
、
吳若湄
```

## 微電影作品
- 《2011 統一企業 茶裏王-好茶之旅-阿里山烏龍茶》
- 《2011 統一企業 茶裏王-好茶之旅-日式無糖綠茶》
- 《2011 統一企業 茶裏王-好茶之旅-白毫烏龍茶》
- 《2013 統一企業 茶裏王-好茶之旅-青心烏龍茶》
- 《2014 統一企業 茶裏王-好茶之旅-濃韻日式綠茶-日本篇》

## 著作
- 2018 《李哲光的公仔攝影世界》尖端出版社出版

## 獲獎紀錄
- 電影劇本
  - 2016《七日目的奇跡》入圍 優良電影劇本獎

- 電影作品《yaya'》
  - 2010 行政院新聞局九十八年電影短片輔導金《yaya'》導演、編劇
  - 2011《國際學生電影金獅獎》 評審團特別獎
  - 2011《新浪潮影展》影片競賽 金獎
  - 2011《噶瑪蘭國際短片節》入圍
  - 2011  高雄電影節「新台風短片單元」
  - 2012 《第34屆獎勵優良影像創作金穗獎》 學生組 最佳導演＆最佳影片
  - 2012 《香港亞洲電影節》 短片作品 獲選

- 電視作品《面交男 （页面存档备份，存于）》
  - 2010  公共電視人生劇展《面交男》 導演、編劇
  - 2011《新浪潮影展》優選
  - 2012《第34屆獎勵優良影像創作金穗獎》入圍

## 外部連結
- Lee Jer Guang's 3D Album
- 崑大之光李哲光 短片獲補助*[永久]*
- 追夢不喊卡李哲光摘金穗[永久]

- 行行出狀元—老師眼中放棄生 靠「面交男」揚眉吐氣
- 崑山科大媒體藝術研究所面交男曝光 （页面存档备份，存于）
- 電影「yaya'」讓媽媽回家,從兒童角度探道路議題[永久]
- 第34屆金穗獎 崑山科大獲四獎項 （页面存档备份，存于）
- 第34屆金穗獎「Alis的心願.yaya'」獲獎20120414 （页面存档备份，存于）